# Pierre de Saint-Joseph

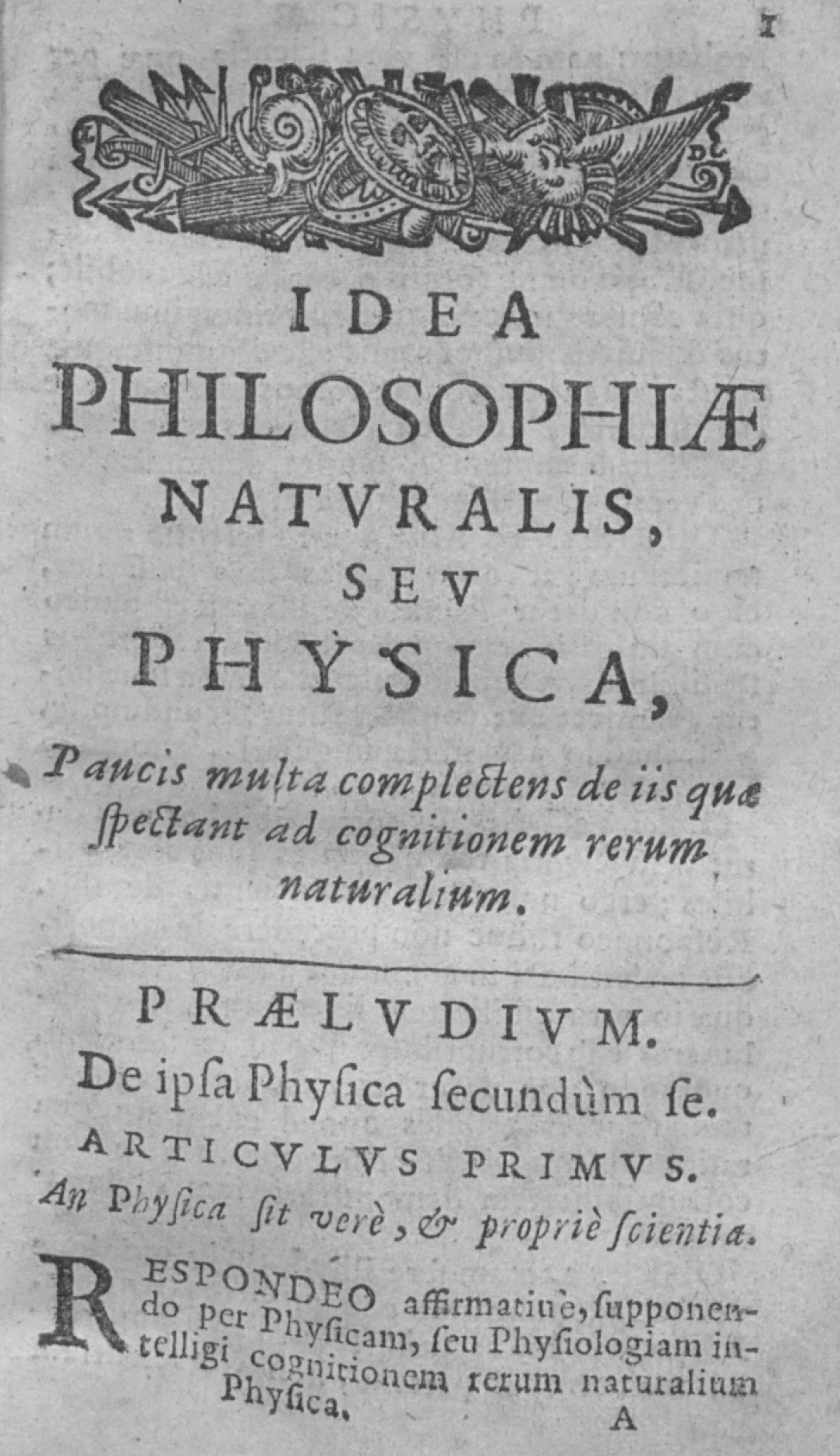
Idea philosophiae naturalis, seu physica, folha de rosto

Pierre de Saint-Joseph (em latim: Petrus A Sancto Josepho), nascido Pierre Comagère (Auch, 1594 – Paris, 1662), foi um filósofo e teólogo cisterciense francês.

## Obras
- Defensio s. Thomae Aquinatis (em latim). Lyon: Vincent de Coeursilly. 1633
- Idea theologiae speculativae (em latim). Colônia: Konstantin Münich. 1640
- Idea theologiae moralis (em latim). Paris: Georges Josse. 1645
- Theses universae theologiae (em latim). Colônia: Konstantin Münich. 1648
- Idea philosophiae rationalis, seu logica (em latim). Paris: Georges Josse. 1654
- Idea philosophiae naturalis, seu physica (em latim). Paris: Georges Josse. 1659
- Summula casuum conscientiae (em latim). Lyon: Antoine Beaujolin e Michel Goy. 1666
- Les sentimens de Saint François de Sales (em francês). Paris: F. Muguet. 1669
- Idea philosophiae universalis, seu metaphysica (em latim). Colônia: Konstantin Münich. 1671